# 澳洲黃姑魚
澳洲黃姑魚為輻鰭魚綱鱸形目鱸亞目石首魚科的其中一種，分布於西太平洋區的新幾內亞南部及澳洲西北部海域，體長可達20公分，棲息在沿岸淺水處，可做為食用魚。